# Variable Message Format
Variable Message Format (VMF) — протокол связи, используемый для передачи тактической военной информации в США. Поскольку VMF не определяет метод передачи, он не является тактическим каналом передачи данных (TDL).
Формат переменных сообщений — это военный стандарт обмена цифровой информацией, установленный программой Объединенного взаимодействия тактических систем управления и контроля (JINTACCS) Объединенного комитета начальников штабов США. VMF обеспечивает общие стандарты взаимодействия, включая элементы командных данных и стандарты протоколов для передачи информации в системах управления, контроля, связи, компьютеров и разведки (C4I) по ограниченным сетям поля боя.
Кроме того, VMF обеспечивает обмен цифровой тактической информацией в режиме реального времени в системах наблюдения, системах управления и контроля (C2) и ударных системах в сетецентрической операционной среде (NCOE) с ограниченными ресурсами, используя как проводную, так и беспроводную военную связь.
Документированное в MIL-STD-6017 сообщение, отформатированное с использованием VMF, может быть отправлено многими способами связи.
VMF является бит-ориентированным (то есть нечитаемым человеком) стандартом цифровой информации, состоящим из сообщений переменной длины, которые предоставляют пользователю гибкость для отправки только требуемой информации посредством использования полей наличия/повторяемости; это особенно важно при работе в средах с ограниченной пропускной способностью.
Алгоритмы аутентификации в форме криптографических схем, такие как алгоритм безопасного хеширования 1 (SHA-1) и алгоритм цифровой подписи (DSA), указанные в текущем военном стандарте формата переменных сообщений VMF, имеют многочисленные ограничения, связанные с надёжностью, при применении. к тактической линии передачи данных (TDL) и сетям с несколькими TDL (MTN).
Это в основном связано с тем, что TDL и MTN требуют максимальной тактической безопасности, целостности связи и низких сетевых издержек на основе большого количества битов заголовка протокола для быстрой связи с ограниченными сетевыми ресурсами.
Как определено помощником министра обороны по вопросам командования, управления, связи и разведки Совместного тактического плана управления каналами передачи данных (TDLMP, июнь 2000 г.), VMF является членом семейства форматов сообщений серии J, наряду с Link 16, Link 22, и Общим форматом сообщений (CMF). VMF использует тот же базовый общий словарь элементов данных, что и Link 16, Link 22 и CMF.